# 杨恺 (1920年)
杨恺（1920年—1986年8月4日），男，浙江慈溪人，中华人民共和国政治人物，曾任上海交通大学党委书记和上海市红十字会名誉会长。

## 生平
1936年4月，参加上海职业界救国会，从事抗日救亡运动。抗日战争时期，在上海沦陷前夕撤离上海，赴后方延安，在陕北公学学习。1938年起，在新四军战地服务团从事民运工作。1940年，加入中国共产党。历任新四军政治部宣传部编辑，新四军苏北、苏中三分区政治部宣教科科长、团政治处主任，华东野战军第23军宣教部部长。参加过多次战役，如涟水战役，莱鞠战役，孟良崮战役，沧海战役，渡江战役等。
1949年后，从事高等教育工作。曾先后担任华东军政大学政治部宣传部长，解放军军事学院政治部宣传部长、政治部副主任等职。1957年，获二级独立自由勋章和二级解放勋章。
1966年6月，出任中共中央华东局宣传部副部长。1972年11月，出任中国共产党上海交通大学核心小组组长。1973年7月，出任上海交通大学党委书记。1977年后，先后担任上海市人民政府教育卫生办公室主任兼党组书记、市革委会副主任、上海市副市长、市人民政府顾问、上海市电视大学校长等职务。以及上海市红十字会名誉会长。
1985年7月，任政协上海市第六届委员会副主席。1986年8月4日，因病逝世。